# کوتاگالا
کوتاگالا (به لاتین: Kotagala) یک منطقهٔ مسکونی در سری‌لانکا است که در ناحیه نووارا الییا واقع شده‌است. کوتاگالا ۱٬۲۴۷ متر بالاتر از سطح دریا واقع شده‌است.